# 中共中央华中局
中共中央华中局是1947年至1949年负责华中地区的党的领导机构。

## 抗战时期的华中局
1941年5月20日，根据中共中央决定，中共中央东南局与中共中央中原局合并为中共中央华中局。
- 华中局书记刘少奇
- 华中局副书记饶漱石
- 宣传部长饶漱石,
- 组织部长曾山
- 城市工作部长刘长胜
- 委员陈毅。
- 华中局党校，着重培训华中部队团以上和地方县以上的干部。校长刘少奇兼。

驻地江苏盐城。管辖：
- 新四军军政委员会
- 新四军军分会书记刘少奇
- 豫皖苏边区
- 皖东北区：原苏皖区党委管辖的运河以西部分。书记刘子久，1941年8月23日改成淮北区党委。书记邓子恢。
- 淮海区：原苏皖区党委管辖的运河以东部分。书记金明。
- 盐阜区：1941年2月盐阜地委改称盐阜区委，书记刘彬。
- 苏中区
- 皖东津浦路东区党委：书记刘顺元
- 皖东津浦路西区党委
- 江南区
- 鄂豫边区

1942年3月19日，刘少奇从江苏阜宁单家港出发启程回延安参加中共七大，饶漱石代理华中局书记与新四军政治委员，陈毅代理新四军军分会书记。
1942年11月，淮海、盐阜两个区委合并为苏北区党委，书记黄克诚，副书记金明兼淮海地委书记，三师副师长张爱萍兼盐阜地委书记。1943年2月，津浦路东、路西两个区党委合并为淮南区党委，书记谭震林。
抗战胜利后改为华中分局。

## 1949年的华中局
1949年5月12日，以中共中央中原局为基础成立华中局。林彪为第一书记，罗荣桓为第二书记（未到职），邓子恢为第三书记。1949年12月改称中共中央中南局。